# Athanasios Prittas
Athanasios «Sakis» Prittas (en griego: Θανάσης «Σάκης» Πρίττας, también conocido como Thanassis Prittas (Θανάσης Πρίττας); Salónica, Grecia, 9 de enero de 1979) es un exfutbolista griego que jugaba como centrocampista.

## Trayectoria
Comenzó su carrera en el Poseidon Michanionas, donde jugó 34 partidos y marcó 4 goles, entre ellos el famoso gol que sirvió para eliminar al AEK Atenas de la Copa de Grecia. Luego fichó por el Skoda Xanthi FC, donde permaneció desde 1999 hasta 2005. Se estableció como uno de los jugadores clave del equipo, jugando en 97 partidos de liga y marcando 5 goles. En 2005, se trasladó a Salónica para jugar en el Iraklis FC, donde permaneció dos temporadas antes de pasar al rival de la ciudad, el Aris Salónica FC. Se destacaba en los pases y remates de cabeza, siendo muy apasionado en cada partido, razón que lo hizo ser querido por los fanáticos. En noviembre de 2011, se quedó fuera del equipo por 3 partidos consecutivos y tuvo problemas con el entrenador, Michał Probierz. También hizo las cosas más difíciles, cuando en una entrevista, hizo público lo que sentía. Posteriormente jugó en Panthrakikos, Skoda Xanthi y AO Kavala, donde se retiró.

## Selección nacional
El 1 de junio de 2010, fue incluido en el plantel de 23 jugadores de Grecia para la Copa Mundial de 2010, pero no jugó ningún partido durante el torneo.

### Participaciones en Copas del Mundo
| Mundial                        | Sede      | Resultado      | Partidos | Goles |
| ------------------------------ | --------- | -------------- | -------- | ----- |
| Copa Mundial de Fútbol de 2010 | Sudáfrica | Fase de grupos | 0        | 0     |

## Clubes
| Club                 | País   | Año       |
| -------------------- | ------ | --------- |
| Poseidon Michanionas | Grecia | 1997-1999 |
| Skoda Xanthi FC      | Grecia | 1999-2005 |
| Iraklis FC           | Grecia | 2005-2007 |
| Aris Salónica FC     | Grecia | 2007-2012 |
| Panthrakikos FC      | Grecia | 2012      |
| Skoda Xanthi FC      | Grecia | 2013      |
| AO Kavala            | Grecia | 2013      |